# Paulo Roberto Gonzaga
Paulo Roberto Gonzaga (nacido el 26 de enero de 1989) es un futbolista brasileño que se desempeña como centrocampista.
Jugó para clubes como el Grêmio, Vasco da Gama, Tochigi SC, Kawasaki Frontale, JEF United Chiba, Shonan Bellmare y Matsumoto Yamaga FC.

## Trayectoria

### Clubes
| Club                | País   | Año         |
| ------------------- | ------ | ----------- |
| Grêmio              | Brasil | 2008        |
| Vasco da Gama       | Brasil | 2009 - 2010 |
| Tochigi SC          | Japón  | 2010 - 2013 |
| Kawasaki Frontale   | Japón  | 2014        |
| JEF United Chiba    | Japón  | 2015        |
| Shonan Bellmare     | Japón  | 2016        |
| Matsumoto Yamaga FC | Japón  | 2016 -      |